# Ben Lawers

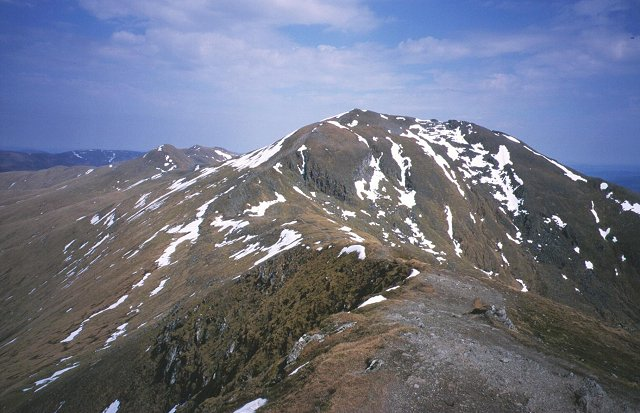
vista del Ben Lawers des del Beinn Ghlas

Ben Lawers (en gaèlic escocès Beinn Labhair significa "Pujol del corrent alt"; es pronuncia [peɲˈlˠ̪avəɾʲ]) és una muntanya i munro en la part meridional de les Terres Altes d'Escòcia (Regne Unit). Queda al costat nord del Loch Tay, i és el punt més alt d'una llarga serra que inclou set munros. És també la muntanya més alta de les Illes Britàniques a part del grup del Ben Nevis i els Cairngorms.
Es va pensar durant molt temps que el Ben Lawers mesurava més de 4.000 peus, però els mesuraments més exactes dels anys 1870 van demostrar que li faltaven 17 peus per aconseguir aquesta xifra. L'any 1878, un grup de 20 homes van passar un dia construint un gran cairn (un munt de pedres) amb l'esperança de fer que el cim arribés a la xifra "màgica". El cairn ja no existeix; de tota manera, la Ordnance Survey ho va ignorar per ser una estructura artificial que no era veritablement part del pujol.

## Història
Hi ha gran evidència d'anteriors assentaments i altres activitats humanes en els vessants meridionals del Ben Lawers a sobre del Loch Tay. Hi ha ruïnes de cottages, cadascun envoltat per un petit grup d'arbres i pastures, i són signes de cultiu primerenc. Camins envaïts per la vegetació ascendeixen a la muntanya des de la vall en els vessants del pujol. Els fèrtils sòls de calcària i esquist en aquests vessants meridionals han estat objecte de granges des de fa temps i hi ha moltes restes de l'edat del bronze.
Abans del segle xiv, la muntanya s'alçava a les terres del Clan MacMillan. Chalmers de Lawers va obtenir la terra per la força del clan a mitjans dels anys 1300 en el regnat de David II. La terra va ser confiscada a la família Chalmers l'any 1473 per Jaume III i l'hi va donar a Sir Colin Campbell de Glenorchy després que Thomas Chalmers estigués implicat en l'assassinat de Jaume I. Les terres han estat en propietat dels Campbell de Glenorchy i Breadalbane fins a l'actualitat.

## National Trust for Scotland
La major part del costat sud de la cadena del Ben Lawers és propietat des de 1950 del National Trust for Scotland i va ser adquirida a través de la generositat de Percy Unna, un muntanyenc i en un temps president del Scottish Mountaineering Club. La superfície de terra sota propietat del Trust es va ampliar l'any 1996 amb l'adquisició de la veïna cadena Tarmachan. El Trust té un centre de visitants situat a l'extrem oest de la cadena, des d'on una sendera molt erosionada porta al cim. El centre de visitants té una exposició que explica la formació geològica de la muntanya, hi ha també una senda natural. Un camí lleugerament diferent també porta des del centre, portant al cim a través del cim intermedi de Beinn Ghlas.

## Flora i fauna
Ben Lawers és una reserva natural nacional a causa de l'abundància de rares plantes alpines. És considerat pels botànics com una de les zones més riques en flora alpina del Regne Unit, a causa de les roques d'esquist de la muntanya que estan situades a una altitud correcta per a les plantes. Les roques proporcionen una adequada quantitat de calci, magnesi, sodi, ferro i potassi per a les plantes, i es trenca en un sòl argilenc que reté la humitat. Algunes de les plantes que es troben en el Lawers són Rhodiola rosea, Salix reticulata i la majoria de les saxífragues.
La muntanya és també d'interès per als zoòlegs, algunes de les espècies d'aus són corbs, merles capiblanques, lagòpode escocès, perdiu nival, merla aquàtica europeu i Numenius Altres espècies rares inclouen la sargantana vivípara i el Gat salvatge.

## Ascensos
Rutes alternatives que eviten l'erosió causada per la popularitat de les dues rutes anteriorment descrites, comencen habitualment resseguint el Lawers Burn, que troba l'A827 al poble de Lawers. Dirigint-se al nord des del rierol permet al caminant ascendir els cims del nord-est del Ben Lawers pel camí. La ruta més directa des de Lawers és seguir al llarg del rierol fins a Lochan nan Cat ("llacuna del gat"), després dirigir-se tot recte fins al cim a través de la cresta est.

## Galeria d'imatges

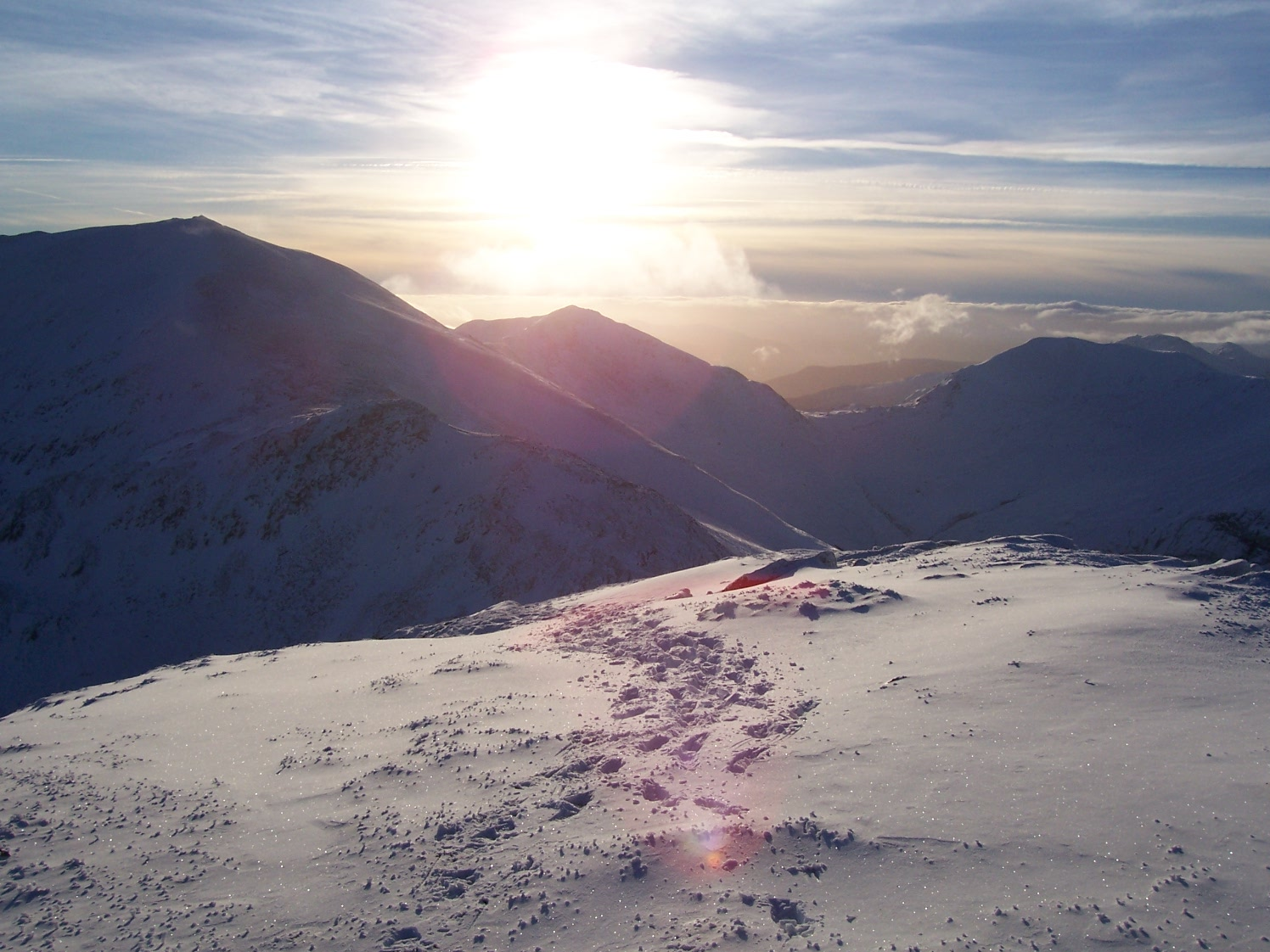
Ben Lawers a l'hivern
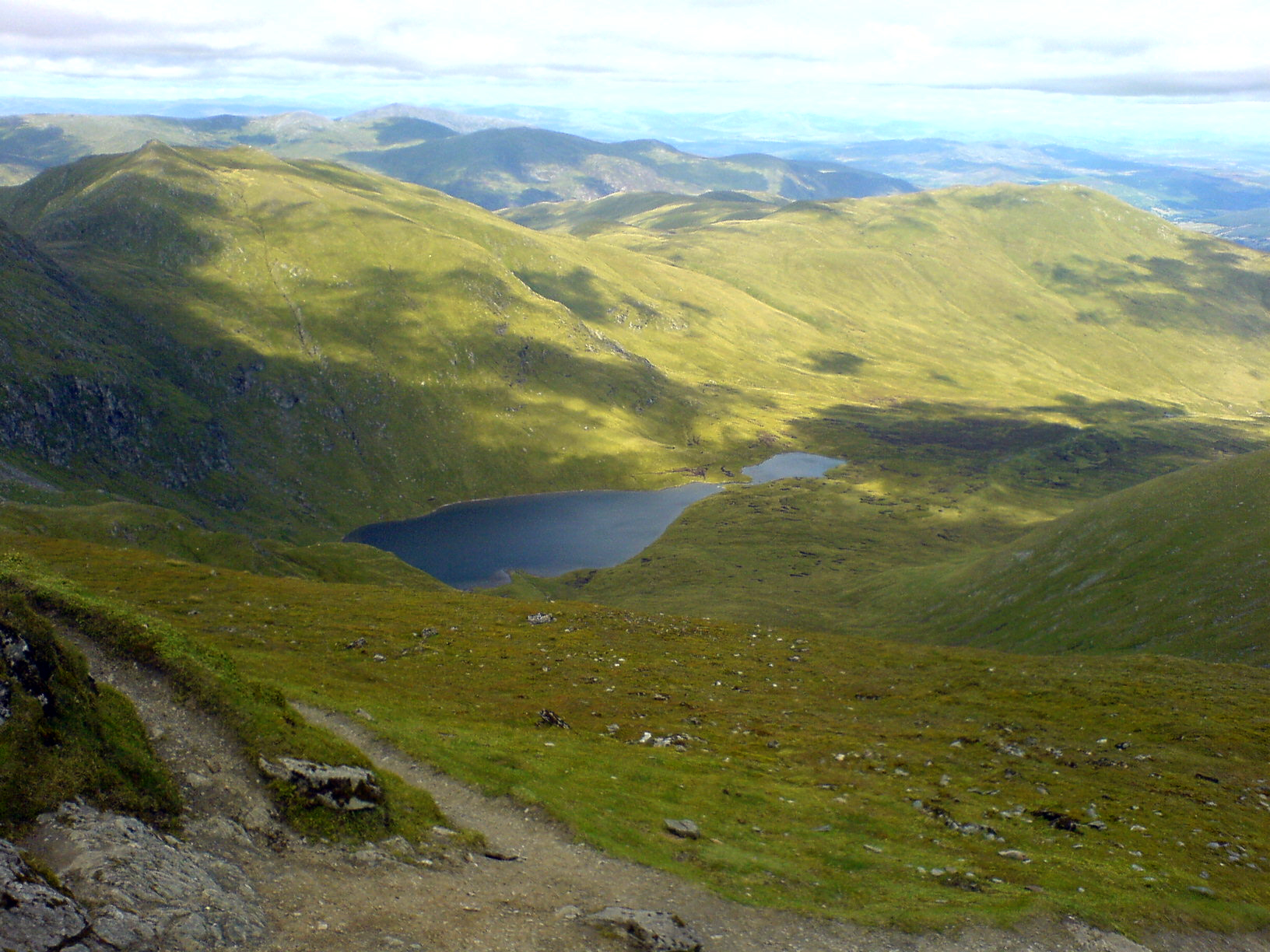
Lochan Nan Cat des del cim del Ben Lawers
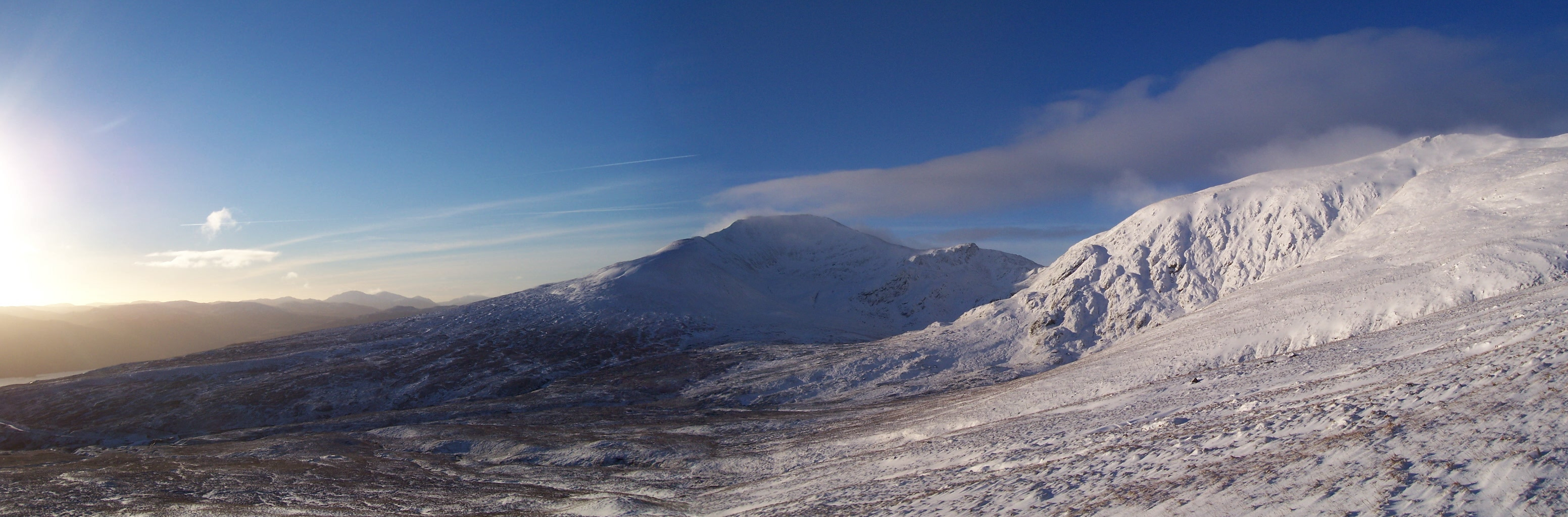
Ben Lawers i Meall Garph